# 수피파
수피파(아랍어: تصوّف - taṣawwuf, 페르시아어: صوفی‌گری sufigari, 튀르키예어: tasavvuf, 우르두어: تصوف) 또는 수피즘(Sufism)은 이슬람교의 신비주의적 분파이다. 수피즘은 다른 이슬람교 종파와는 다르게 전통적인 교리 학습이나 율법이 아니라 현실적인 방법을 통해 신과 합일되는 것을 최상의 가치로 여긴다. 수피즘의 유일한 목적은 신과 하나가 되는 것으로 이를 위해 춤과 노래로 구성된 독자적인 의식을 갖고 있었다.

## 어원
수피는 아랍어의 양모를 뜻하는 어근 수프(아랍어: صوف ṣūf[*])에서 파생된 말이다. 수피즘의 초기 행동대원들은 금욕과 청빈을 상징하는 하얀 양모로 짠 옷을 입었기 때문에 수피라 불렸다.

## 교리
| “ | 나는 내가 사랑하는 존재가 되었고, 내가 사랑하는 존재는 내가 되었다. 우리는 하나의 육신에 녹아든 두 정신이다. | ” |
|   | — 알할라지, 이브라힘 할아버지와 코란에 핀 꽃 97쪽                                                            |   |

| “ | 뱀이 그 껍질을 벗어버리는 것과 같이, 나는 나라는 껍질을 벗어버렸다. 그리고 나는 나 자신을 꿰뜷어 보았다. 그랬더니 나는 그였다. | ” |
|   | — 바스타미, 꾸란의 지혜 |   |

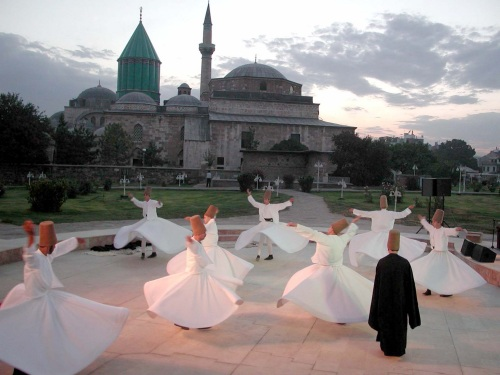
의식을 진행하는 수피

수피즘은 이슬람의 전통적인 율법은 존중하되, 일체의 형식은 배격한다. 신도의 내면적 각성과 코란의 신비주의적 해석을 강조하며, 금욕, 청빈, 명상 등을 중요하게 여긴다. 또한, 정신적인 깨달음을 얻기 위해서는 지성보다 체험이 중요하다 여긴다. 수피즘은 신과의 합일을 위해 진정한 자아를 찾는 것을 수행의 목표로 한다.
수피들은 예수를 특히 존중했는데, 수피즘은 예수를 사랑의 복음을 설교한 이상적인 수피로 보았다.

## 세마의식
수피즘은 숨을 깊이 그리고 리듬에 맞추어 쉬는 동안 정신력을 집중하는 법을 배운다. 그들은 금식하고 철야하며 신의 여러 이름을 부르며 기도하고 찬양한다. 빙글 빙글 돌며 춤을 추는 이러한 과정을 세마의식이라고 하며 이 과정에서 수피들은 때때로 황홀경에 빠져들기도 한다.

## 역사

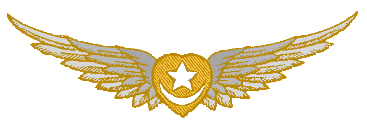
수피즘의 상징

이슬람 초기부터 존재하던 신비주의 경향은 수피들의 출현하기 시작하여 9세기경 하나의 분파를 이루며 절정에 달했다.
수피즘의 교단은 타리카라 부른다. 타리카는 원래 도(道)를 뜻하는 말이었으나 수피즘에서는 수행의 도정(道程)을 뜻하는 말로 사용하였고 나중에는 교단을 뜻하게 되었다. 아바스 왕조 시기인 12세기에 창설된 카디리 교단이 실질적인 최초의 수피즘 교단으로 알려져 있다. 카디리 교단은 개조 알카디르 알질라니가 창립하여 그 자손이 교단의 지도자를 세습하였으며 15세기 경 이슬람 전역에 걸친 교단으로 성장했다. 13세기에 여러 타리카가 속속 등장하였으며 15세기 - 18세기에 성자 숭배, 민간 신앙의 도입 등으로 더욱 다양해졌다.
오늘날에도 수피즘은 전 세계에 퍼져 있으며 국제 수피즘 협회 등을 통해 교류하고 있다.